# Nu (Kana)
ぬ, in Hiragana, oder ヌ in Katakana, sind japanische Zeichen des Kana-Systems, die beide jeweils eine Mora repräsentieren. In der modernen japanischen alphabetischen Sortierung stehen sie an 23. Stelle. Die Form beider Kana ist vom Kanji 奴 abgeleitet und beide stellen [nɯ] dar.
| Form                    | Rōmaji      | Hiragana        | Katakana        |
| ----------------------- | ----------- | --------------- | --------------- |
| Normal s- (さ行 sa-gyō) | nu          | ぬ              | ヌ              |
| Normal s- (さ行 sa-gyō) | nuu nū, nuh | ぬう, ぬぅ ぬー | ヌウ, ヌゥ ヌー |

## Strichfolge

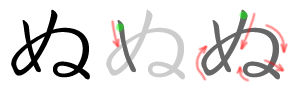
Strichfolge für ぬ

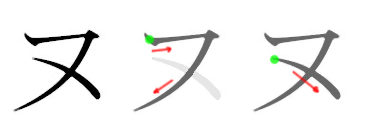
Strichfolge für ヌ

## Weitere Darstellungsformen
- In japanischer Brailleschrift:

- Der Wabun-Code ist ・・・・.
- In der japanischen Buchstabiertafel wird es als „沼津のヌ“ (Numazu no Nu) buchstabiert.